# Catapleura repanda
Catapleura repanda — вимерлий вид морських прихованошийних черепах вимерлої родини Thalassemyidae. Черепаха існувала у кінці крейдяного періоду (70,6-66,5 млн років тому). Скам'янілі рештки виду знайдені у США у штатах Нью-Джерсі та Меріленд та у Бельгії.

## Синоніми
- Catapleura coatesi Weems 1988
- Dollochelys atlantica Zangerl 1953
- Dollochelys casieri Zangerl 1971
- Dollochelys coatesi, Weems 1988
- Euclastes wielandi, Hay 1908
- Lytoloma angusta Cope 1875
- Lytoloma wielandi, Hay 1908
- Toxochelys atlantica, Zangerl 1953